# 和光市站

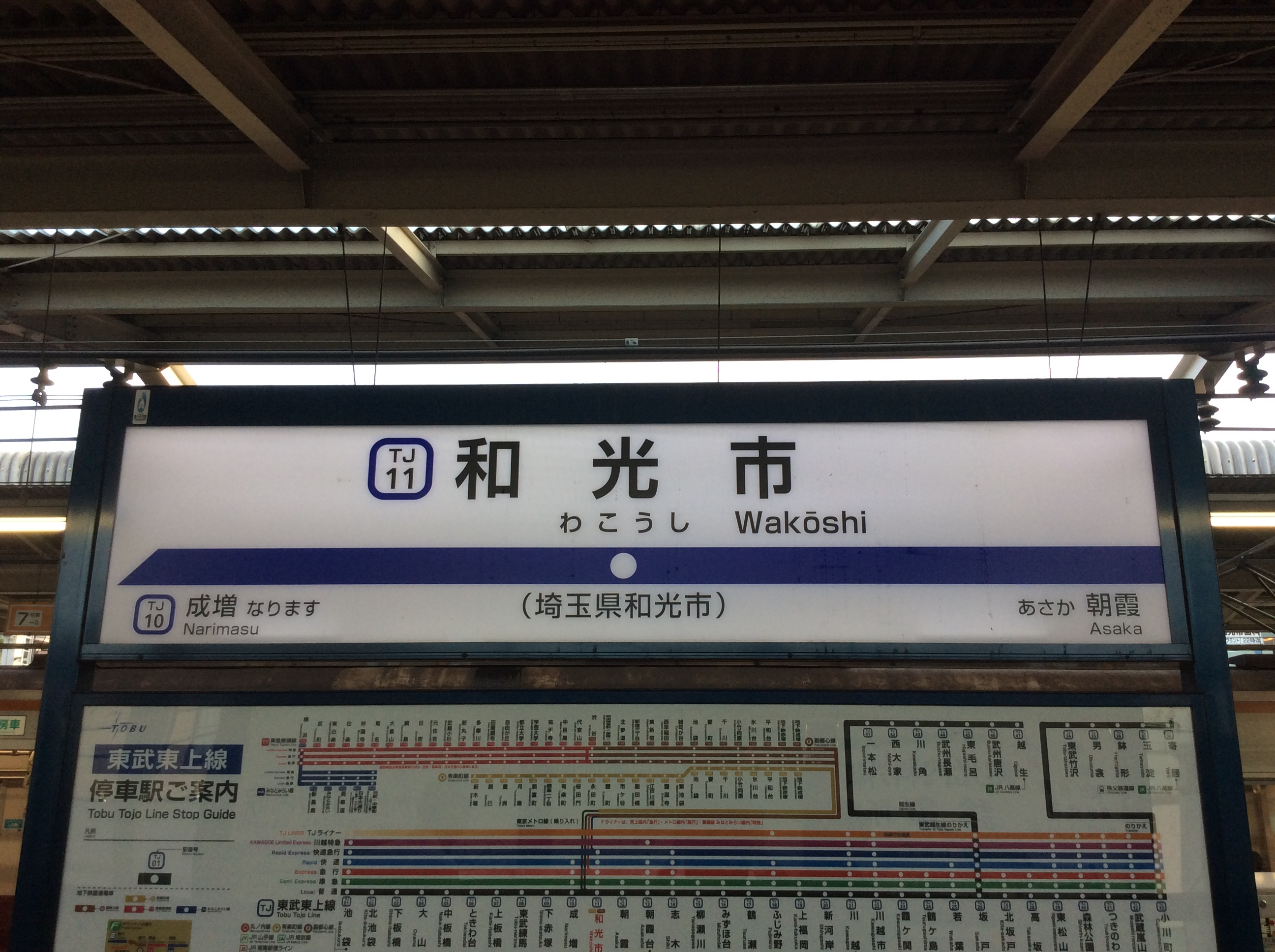
東武站名牌。羅馬拼音標記為「Wakōshi」。（2019年7月28日）

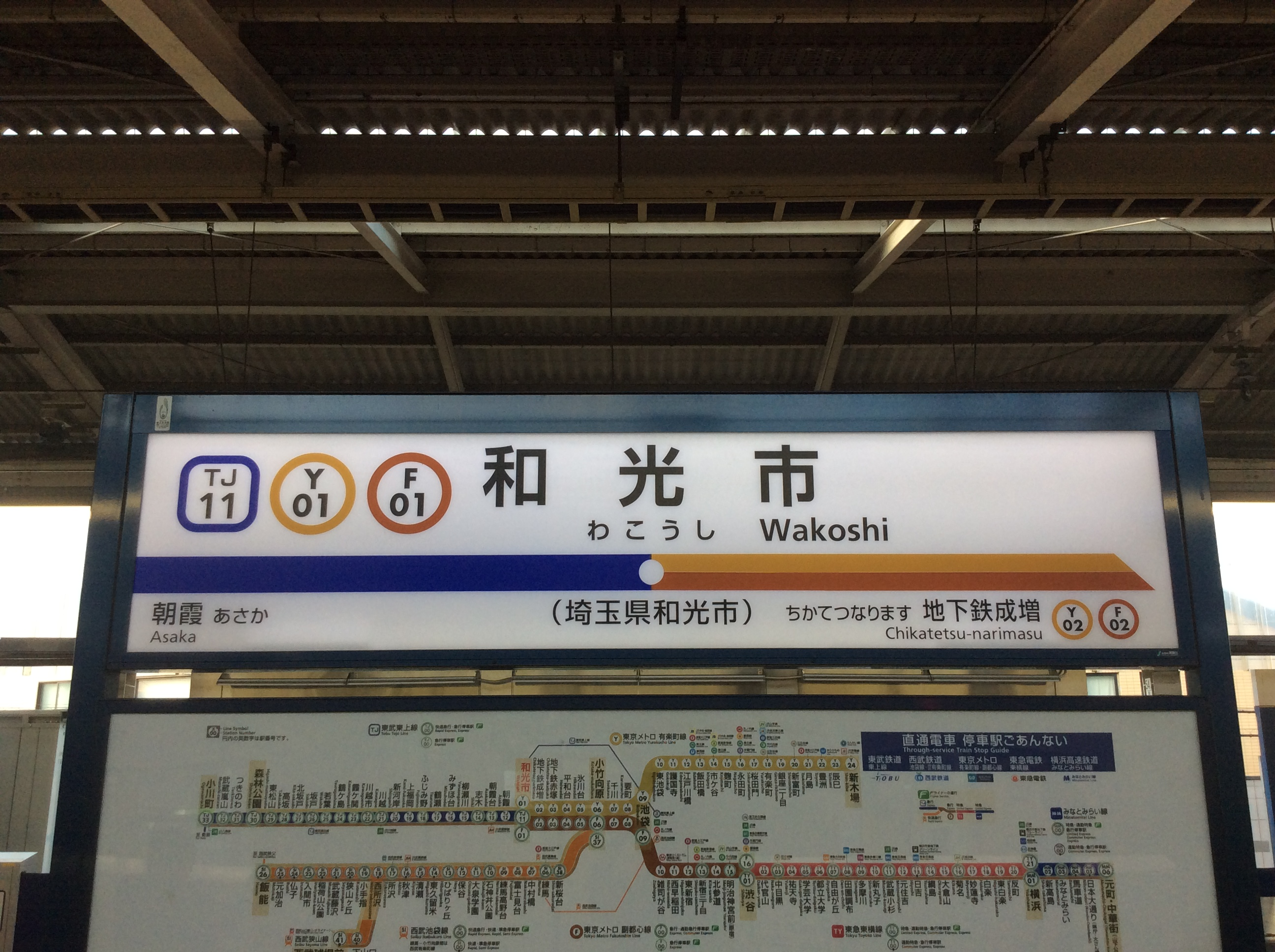
東京地下鐵站名牌。羅馬拼音標記為「Wakoshi」。（2019年7月28日）

和光市站（日语：／ Wakōshi eki */?），是位於日本埼玉縣和光市本町，屬於東武鐵道、東京地下鐵的鐵路車站。

## 使用路線
本站停靠東武鐵道東上本線、東京地下鐵有樂町線與副都心線。有樂町線與副都心線以本站為起點，列車可直通往東上本線川越市方向。本站 - 小竹向原間是有樂町線與副都心線共有線路。
現在，本站是東京地下鐵最北端與最西端的車站，也是東京的地下鐵最西端、以及唯一在埼玉縣內的車站。東上本線車站編號為TJ 11，有樂町線線車站編號為Y 01，副都心線線車站編號為F 01

## 歷史
1934年（昭和9年）2月1日，東上鐵道（現東武東上本線）於埼玉縣新座郡新倉村開設新倉站（にいくら駅）。同年7月12日，站名變更為漢字的新倉站。
開業當時，聚落集中在川越街道沿線，本站周邊則為一片農田。因此，初期一日平均乘客僅約94人，1938年（昭和13年）成長至約160人。
1937年（昭和12年）起，白子村與新倉村大量土地被收購，1941年（昭和16年）11月2日陸軍預科士官學校移入，1940年（昭和15年）大倉財閥旗下製造機關槍的「中央工業新倉工場」與「芝浦工作機械」、「日興航空工業」等眾多軍需工廠也陸續移入，車站南側人口逐漸增加。
1945年（昭和20年），一日平均乘客比開業時增加20倍以上。
第二次世界大戰後的1945年（昭和20年）8月，「陸軍預科士官學校」解散，軍需產業瓦解。之後，美軍第一騎兵師團約4,000人進駐「陸軍預科士官學校」舊址與「中央工業新倉工場」舊址，稱作德雷克營。1960年（昭和35年）3月，再開設陸上自衛隊朝霞駐屯地，延續了戰前的軍事色彩。
1952年（昭和27年）3月，本田技研工業收購「日興精機工業」工廠用地，開設白子工場，1953年（昭和28年）7月再收購「中央工業新倉工場」部分用地開設大和工場，本站周邊持續發展。
1965年（昭和40年）4月，日本住宅公團在返還的基地用地建設「西大和團地」、「南大和團地」與「諏訪原團地」。
另外，「中央工業新倉工場」舊址一部分的「美軍新倉倉庫」（1971年（昭和46年）6月23日返還）地區也開發為「Ci-heights和光」（1972年（昭和47年）由伊藤忠商事取得用地），原先的基地用地陸續變為團地。
另外，1941年（昭和16年）7月20日開院的白子陸軍醫院在1945年（昭和20年）12月1日移交給厚生省，改為一般醫院「國立埼玉醫院」，理化學研究所也在1967年（昭和42年）3月於基地返還用地內開設大和研究所。
接著，松之木島地區與丸山台地區等進行土地區劃整理事業，發展為新興住宅區。
為了因應持續增加的通勤人潮，東武東上線與都營地下鐵6號線（現三田線）、東急電鐵計畫實施相互直通，1964年（昭和39年）12月18日取得許可。
但是，東京都交通局在1968年（昭和43年）12月27日通車至「高島平站（原計畫的志村站）」，東武鐵道放棄「志村站（現高島平站）」至本站4.8公里的執照，1972年（昭和47年）3月1日運輸大臣諮詢機關「交通審議會」將預定路線改為「戶田、浦和、大宮」方向，原計畫中止。
之後，1969年（昭和44年）1月，帝都高速度交通營團（現東京地下鐵）將地下鐵8號線（現有樂町線）車庫設於「美軍新倉倉庫」舊址，並收購土地計畫沿著東上線建設引入線。1968年（昭和43年）10月，取得執照的營團地下鐵8號線僅規劃「明石町-永田町站-飯田橋站-池袋站-成增站」，未計畫延伸至本站。
1970年（昭和45年）4月10日]，營團向大和町（現和光市）政府表示當初的規劃是沿著東上線建設高架線，不開設新站也不進行客運業務。
大和町（現和光市）政府因此提出實施客運業務與車庫地下化等7項要求，若不接受則不同意建設車庫。
1975年（昭和50年）10月，營團申請本站至澀谷站的路線建設許可，1976年（昭和51年）8月11日運輸大臣發出執照，1978年（昭和53年）7月11日地下鐵8號線（現有樂町線）取得建設許可。
之後，車站周邊開始進行立體交會與土地區劃整理。
最初立體交會計畫是建設高4.5公尺的地下道，但為了避免影響商店街的動線，決定提高鐵道1.85公尺以維持地下道高度並控制車道深度。1985年（昭和60年）8月5日地下市道開通。
1987年（昭和62年）8月25日，營團有樂町線從營團成增站延伸至本站，開始直通運轉。
之後，2008年（平成20年）6月14日，副都心線全線開通，本站開始與東武東上線相互直通運轉，2013年（平成25年）3月16日該線開始與東急東橫線相互直通運轉。

## 年表
- 1934年（昭和9年）
  - 2月1日：埼玉縣新座郡新倉村新倉站（にいくら駅）開業[3]。
  - 7月12日：站名更名為漢字的新倉站[3]。
- 1951年（昭和26年）10月1日：配合自治體名改稱大和町站[3]。[注釋 2]。
- 1970年（昭和45年）12月20日：實行市制，改稱和光市站[6][注釋 3][6]。
- 1987年（昭和62年）8月25日：營團地下鐵（現東京地下鐵）有樂町線本站 - 營團成增間通車[12]。與東上線開始相互直通運轉，並成為東上線急行停靠站[12]。
- 2004年（平成16年）4月1日：營團地下鐵民營化，有樂町線車站由東京地下鐵繼承[13]。
- 2005年（平成17年）3月17日：改點，本站成為東上線特急停靠站[注釋 4]。東上線全種別皆停靠本站。
- 2007年（平成19年）4月5日：東上線月台啟用發車音樂。
- 2008年（平成20年）6月14日：副都心線開業，本站成為有樂町線和副都心線共用的終點站。
  - 東上線廢止特急，新設快速急行並停靠本站[注釋 5]。配合改點新設的「TJ Liner」不停靠本站。
  - 東京地下鐵停靠本站的優等種別有有樂町線的準急、副都心線的急行與通勤急行。
- 2010年（平成22年）3月6日：東京地下鐵改點，有樂町線廢止準急。
- 2012年（平成24年）7月7日：2、3號月台（有樂町線、副都心線）啟用月台門[14]。
- 2016年（平成28年）3月26日：1、4號月台啟用月台門[15]，同時副都心線⇔東上線直通列車在東上線內以急行、快速急行運行，地下鐵線內急行、東橫線內特急列車加上F Liner的標誌。（在本站與池袋發車的準急接續）[16]

## 車站構造

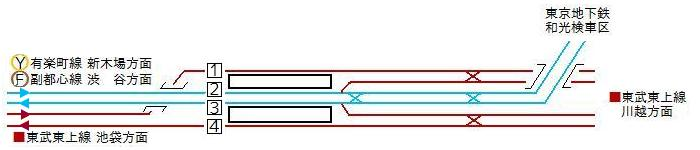
和光市站配線略圖

本站是東武鐵道與東京地下鐵的共同使用站，為島式月台2面4線的半高架式高架車站。月台下方是剪票口，剪票口層比站外還低。池袋方向階梯設有上行電扶梯。商店位於剪票口外自動售票機旁。
本站 - 志木間是東上線內唯一的複複線區間。朝霞側有兩條有樂町線、副都心線列車的拖上線，並可通往和光檢車區。
不同於有樂町線、副都心線，東上線沒有本站起訖的班次。關於地下鐵線內的本站起訖班次，平日白天及周六假日每小時約有10班（東上線直通班次每小時4班）。
另外，兩間公司對本站的日語羅馬字不同，東武方面寫作「Wakōshi」，東京地下鐵則寫作「Wakoshi」。因此，1、4號線側的站名標使用東武拼法，2、3號線側使用東京地下鐵拼法。
東京地下鐵有樂町線規劃全車站導入月台門，本站2號線月台於2012年4月14日、3號線月台於同年4月21日分別設置，並於同年7月7日啟用。之後，4號線月台於2016年2月14日、1號線月台於同年2月21日設置，同年3月26日啟用。
東武東上線的都內區間（成增 - 池袋間）發生事故時，本站僅行駛地下鐵直通列車（本站 - 川越市間）。
東武東上線內車站（朝霞至森林公園間）不發售經副都心線從澀谷搭乘東急東橫線的連絡乘車券，而東京地下鐵副都心線各站（除東急電鐵管轄的澀谷站外）有發售至東急東橫線橫濱站的連絡乘車券。雖然本站由東武鐵道管轄，但仍視為東京地下鐵車站，因此成為東武東上線內唯一可購入至東急東橫線各站乘車券的車站。

### 月台配置
下行列車在1號線是來自東上線池袋方向的列車，2號線是來自有樂町線、副都心線方向的列車。
| 月台 | 路線     | 方向 | 目的地                                            |
| ---- | -------- | ---- | ------------------------------------------------- |
| 1、2 | 東上線   | 下行 | 志木、川越、坂戶、小川町方向                      |
| 3    | 有樂町線 | -    | 新木場方向                                        |
| 3    | 副都心線 | -    | 澀谷方向 東橫線 橫濱、 港未來21線 元町·中華街方向 |
| 4    | 東上線   | 上行 | 成增、上板橋、池袋方向                            |

（來源：東京地下鐵:構內圖（页面存档备份，存于））

#### 備註
- 東上線與有樂町線、副都心線的上下行皆可在同一月台轉乘。
- 由於月台長度僅能停靠8輛編組，因此月台地下鐵成增方向會有2輛車廂不停靠月台。
- 2016年3月26日改點起，東上線內普通、急行、快速急行直通副都心線內急行、各站停車、通勤急行的列車會在本站進行種別變更，但東上線內與副都心線內皆以急行運行的「F-liner」不進行種別變更。
- 東京地下鐵有樂町線、副都心線的東武東上線直通電車，在廣播下站轉乘資訊時，直接省略「東武東上線」。
- 不直通東上線的西武鐵道車輛（6000系）會經東京地下鐵線行駛至本站後折返。

#### 站內廣播
3號線（有樂町線、副都心線月台）使用發車蜂鳴器，4號線在尖峰時刻使用發車鈴。
2007年4月5日起，東上線月台（1、2、4號線）導入發車音樂。有樂町線、副都心線的3號線月台在2012年7月7日啟用月台門同時導入發車音樂「閃亮月台」（きらめくホーム），但同年12月17日再次改為發車蜂鳴器。

### 站內設備
剪票口層
- 商店
- 地下腳踏車停車場

## 利用狀況
1日平均上下車人次如下。數值包含東武鐵道與東京地下鐵的直通連絡人次。
- 東武鐵道 - 2017年度1日平均上下車人次為176,577人[17]。
  - 東武鐵道車站中僅次於池袋站、北千住站排名第3位。
- 東京地下鐵 - 2017年度1日平均上下車人次為185,865人[18]。
- 自副都心線通車以來，本站上下車人次已超過縣政府所在地的浦和站，成為埼玉縣內僅次於大宮站的第二大車站。

| 年度               | 東武鐵道           | 東武鐵道 | 營團 / 東京地下鐵  | 營團 / 東京地下鐵 |
| 年度               | 1日平均 上下車人次 | 增長率   | 1日平均 上下車人次 | 增長率            |
| ------------------ | ------------------ | -------- | ------------------ | ----------------- |
| 1998年（平成10年） | 111,467            |          | 95,065             |                   |
| 1999年（平成11年） | 112,798            | 1.2%     | 96,850             | 1.9%              |
| 2000年（平成12年） | 115,002            | 2.0%     | 98,979             | 2.2%              |
| 2001年（平成13年） | 118,358            | 2.9%     | 102,465            | 3.5%              |
| 2002年（平成14年） | 118,032            | −0.3%    | 103,105            | 0.6%              |
| 2003年（平成15年） | 118,369            | 0.3%     | 103,919            | 0.8%              |
| 2004年（平成16年） | 120,244            | 1.5%     | 103,681            | −0.2%             |
| 2005年（平成17年） | 120,982            | 0.6%     | 104,180            | 0.5%              |
| 2006年（平成18年） | 123,661            | 2.2%     | 106,699            | 2.4%              |
| 2007年（平成19年） | 128,306            | 3.8%     | 113,140            | 6.0%              |
| 2008年（平成20年） | 144,889            | 12.9%    | 137,047            | 21.1%             |
| 2009年（平成21年） | 153,847            | 6.2%     | 152,130            | 11.0%             |
| 2010年（平成22年） | 157,212            | 2.2%     | 156,404            | 2.8%              |
| 2011年（平成23年） | 151,804            | −3.3%    | 152,925            | −2.2%             |
| 2012年（平成24年） | 156,394            | 3.0%     | 159,257            | 4.1%              |
| 2013年（平成25年） | 164,415            | 5.1%     | 169,056            | 6.2%              |
| 2014年（平成26年） | 164,062            | −0.2%    | 170,122            | 0.6%              |
| 2015年（平成27年） | 167,949            | 2.3%     | 176,216            | 3.6%              |
| 2016年（平成28年） | 172,236            | 2.5%     | 181,289            | 2.9%              |
| 2017年（平成29年） | 176,577            | 2.5%     | 185,865            | 2.5%              |

## 車站周邊

### 南口
本站主要出口為南口，有許多商業大樓、銀行。
過去車站南方的軍事設施與軍需工廠用地聚集了理化學研究所與本田技術研究所等國家與民間設施。
因此南口有許多往研究所的巴士。

#### 政府、公共設施
- 和光市役所
- 和光市役所和光市站出張所、和光市本町地域中心
- 和光市民文化中心（Sun Azalea）
- 和光市綜合體育館
- 和光市圖書館（日语：和光市図書館） - 1983年（昭和58年）8月2日於「Ci-heights購物中心」3樓開館[6]。
- 和光市保健中心
- 和光消防署（日语：朝霞地区一部事務組合）
- 和光樹林公園（日语：キャンプ・ドレイク）
- 國立醫院機構埼玉醫院（日语：国立病院機構埼玉病院） - 1941年（昭和16年）7月20日以白子陸軍醫院開院，1945年（昭和20年）12月1日移交厚生省管理，轉為一般醫院國立埼玉醫院[8]。
- 東武中央醫院

#### 商業設施
- 和光購物廣場 - 1994年（平成6年）4月開幕的商業設施，商店面積約14,350平方公尺，樓板面積約48,078平方公尺[23]。
- Ci-heights購物中心 - 1983年（昭和58年）4月開幕的伊藤忠商事購物中心（商店面積約5,014平方公尺，樓板面積約11,699平方公尺）[23]。
- 東橫INN和光市站前
- SUPER HOTEL埼玉和光市站前
- SAVAS SPORTS CLUB（日语：明治スポーツプラザ）和光

#### 郵局、金融機關
- 三菱東京UFJ銀行和光支店、和光站前支店（同一建物內）
- 埼玉里索那銀行 和光支店 - 前身為1965年（昭和40年）9月設立的埼玉銀行大和支店[24]
- 東日本銀行（日语：東日本銀行）和光支店
- 武藏野銀行和光支店
- 川口信用金庫（日语：川口信用金庫）和光支店 - 前身為1962年（昭和37年）5月4日設立的志木支店大和出張所[25]
- JA朝霞野（日语：あさか野農業協同組合）和光支店
- 和光郵便局（日语：和光郵便局）

#### 研究機關、學校
- 理化學研究所和光本所 -  前身為1967年（昭和42年）3月設立的大和研究所[9]。
- 國立保健醫療科學院（日语：国立保健医療科学院）
- 裁判所職員綜合研修所（日语：裁判所職員総合研修所）
- 司法研修所（日语：司法研修所）
- 稅務大學校（日语：税務大学校）
- 埼玉縣立和光高等學校（日语：埼玉県立和光高等学校） - 1972年（昭和47年）4月開校[6]。
- 埼玉縣立和光國際高等學校（日语：埼玉県立和光国際高等学校）
- 和光市立大和中學校（日语：和光市立大和中学校）
- 和光市立第三小學校

#### 軍事設施
- 陸上自衛隊朝霞駐屯地 - 1960年（昭和35年）3月開設[6]。
- 自衛隊和光官舍

#### 其他
- 本田技研工業和光本社、本田技術研究所（日语：本田技術研究所）和光研究所
- 東京地下鐵和光檢車區（日语：和光検車区）
- 東京外環自動車道和光交流道

### 北口
北口站前是道路狹窄的住宅區。和光市從2008年度開始進行北口土地區劃整理事業，計畫建設站前交通廣場、新設道路與公園等。
- 武藏野銀行和光支店
- 稻毛屋（日语：いなげや）和光新倉店 - 1976年（昭和51年）12月開店，店鋪面積約1,213平方公尺[23]。
- 新倉故鄉民家園

## 巴士路線
北口與南口有和光市站巴士站，可搭乘以下路線。一般路線巴士由東武巴士西與西武巴士運行，機場接駁巴士、高速バス由西武巴士、東京空港交通、京成巴士、東武巴士西運行。南口有許多往研究所方向的巴士。

### 南口
| 乘車處              | 系統                       | 主要行經地                 | 目的地               | 運行公司              | 備註                   |
| ------------------- | -------------------------- | -------------------------- | -------------------- | --------------------- | ---------------------- |
| 1號                 | 和01                       | 西大和團地                 | 司法研修所循環       | 東武巴士西            |                        |
| 1號                 | 和01                       | 西大和團地、司法研修所入口 | 二軒新田             | 東武巴士西            | 入庫線                 |
| 1號                 | 和04                       | 和光市役所方向             | 和光市役所循環       | 東武巴士西            | 平日早晨3班            |
| 1號                 | 和04                       | 西大和團地方向             | 和光市役所循環       | 東武巴士西            | 平日白天1班            |
| 1號                 | 午夜箭號川越               | 志木站南口                 | 本川越站             | 東武巴士西            | 深夜急行巴士，僅能下車 |
| 1號                 | 午夜箭號光丘、和光市       |                            | 和光市站南口         | 國際興業巴士          | 深夜急行巴士，僅能下車 |
| 2號                 | 北路線                     | 赤池、福祉之里             | 野川公園入口循環     | 和光市內循環巴士      | 委託東武巴士西運行     |
| 2號                 | 北路線                     | 圖書館前                   | 和光市役所           | 和光市內循環巴士      | 委託東武巴士西運行     |
| 2號                 | 中央線                     | 白子社區中心、白子3丁目東  | 大和中學校循環       | 和光市內循環巴士      | 委託東武巴士西運行     |
| 2號                 | 中央線                     | 本町小學校                 | 和光市役所           | 和光市內循環巴士      | 委託東武巴士西運行     |
| 2號                 | 南線                       | 二軒新田・埼玉醫院         | 白子向山循環         | 和光市內循環巴士      | 委託東武巴士西運行     |
| 2號                 | 南線                       | 圖書館前                   | 和光市役所           | 和光市內循環巴士      | 委託東武巴士西運行     |
| 3號                 | 和06                       | 西大和團地、埼玉醫院       | 成增站南口           | 東武巴士西            | 僅白天。周六日班次少   |
| 3號                 | 和06                       | 西大和團地                 | 成增站南口           | 東武巴士西            | 夜間1班                |
| 3號                 | 和08                       | 西大和團地                 | 裁判所職員綜合研修所 | 東武巴士西            | 平日早晨與傍晚         |
| 3號                 | 和09                       | 西大和團地                 | 埼玉醫院             | 東武巴士西            | 平日早晨1班            |
| 3號                 | 和12                       | 和光高校循環               | 和光市站北口         | 東武巴士西            | 平日白天2班            |
| 3號                 | 和13                       |                            | 自衛隊朝霞門         | 東武巴士西            | 平日早晨與傍晚         |
| 3號                 | 增10                       | 吹上觀音下                 | 成增站北口           | 東武巴士西            | 平日白天1班            |
| 4號                 | 泉39                       | 丸山台、司法研修所         | 大泉學園站北口       | 西武巴士              | 14時以前               |
| 4號                 | 泉39-1                     | 和光市站入口、司法研修所   | 大泉學園站北口       | 西武巴士              | 15時以後               |
| 4號                 | 和40                       | 丸山台、司法研修所         | 長久保               | 西武巴士              | 平日早晨3班            |
| SAVAS SPORTS CLUB前 | 羽田機場機場接駁巴士       |                            | 羽田機場             | 東京空港交通 西武巴士 |                        |
| SAVAS SPORTS CLUB前 | 成田機場機場接駁巴士       |                            | 成田機場             | 京成巴士 西武巴士     |                        |
| SAVAS SPORTS CLUB前 | 晴空塔穿梭巴士和光、志木線 |                            | 東京晴空塔城         | 東武巴士西            |                        |

### 北口
全由東武巴士西運行。
- 和03：和光高校循環 往和光市站北口
- 增09：經吹上觀音下往成增站北口（班次少）
- 和02：和光高校循環 往和光市站南口（1日2班）

北口設有調車轉盤。

## 相鄰車站
東武鐵道
 東上本線
■TJ Liner、■川越特急
通過
■快速急行（部分直通副都心線） 
池袋（TJ 01）－和光市（TJ 11）－志木（TJ 14）
■快速、■急行（部分急行直通副都心線） 
成增（TJ 10）－和光市（TJ 11）－朝霞台（TJ 13）
■準急、□普通（部分普通直通有樂町線、副都心線）
成增（TJ 10）－和光市（TJ 11）－朝霞（TJ 12）
 東京地下鐵
 有樂町線（只限各站停車）、 副都心線

■急行（東上線內快速急行）
志木（東上線·TJ 14）－和光市（TJ 11、F 01）－小竹向原（F 06）
■急行（東上線內急行）
朝霞台（東上線·TJ 13）－和光市（TJ 11、F 01）－小竹向原（F 06）
■通勤急行、■各站停車
朝霞（東上線·TJ 12）－和光市（TJ 11、Y 01、F 01）－地下鐵成增（Y 02、F 02）

## 外部連結
- 和光市（車站資訊） - 東武鐵道
- 和光市/Y01/F01 | 路線・車站資訊 | 東京地下鐵